# Roger Kellaway
Roger Kellaway (* 1. listopadu 1939 Newton, Massachusetts) je americký jazzový klavírista a hudební skladatel. Studoval hru na klavír a kontrabas na New England Conservatory a po odchodu ze školy začal hrát s Jimmy McPartlandem. Své první album jako leader nazvané A Portrait of Roger Kellaway vydal v roce 1963. Později vydal několik dalších alb a spolupracoval s dalšími hudebníky, mezi které patří Van Morrison, Clark Terry, Sonny Stitt, Sonny Rollins nebo Kai Winding. Rovněž složil hudbu k několika filmům a seriálům. Za svou hudbu k filmu Zrodila se hvězda byl nominován na Oscara.